# Baurci
Baurci (en rumano: Baurci; en gagauzo: Baurçu) es una comuna y pueblo de la unidad territorial autónoma de Gagaúzia, al sur de Moldavia.

## Toponimia
El nombre del asentamiento en otros idiomas de importancia en el asentamiento es Baurchi (en ruso: Баурчи; en ucraniano: Баурчи).

## Geografía
Baurci se sitúa 5 km al este de Congaz, 16 km al noroeste de la frontera con Ucrania y a 23 km al sur de Comrat.

## Historia
Se conoce la existencia del pueblo de Baurci desde principios del siglo XIX, siendo anteriormente habitado por tribus nogayas. Según Konstantin Irecicek, el pueblo fue fundado por colonos búlgaros de Besarabia.
Durante el período de quimización de la agricultura anunciads por Jrushchov en la década de 1970, se importaron una gran cantidad de abonos altamente tóxicos a las empresas agrícolas de la región. Después de una prohibición generalizada de su uso, hasta 1987, 140 toneladas de pesticidas vencidos fueron colocadas en un almacén no equipado a 50 metros de las afueras del pueblo, lo que provocó su erosión incontrolada y su penetración en el suelo y las aguas subterráneas. En 2016 se eliminaron productos químicos tóxicos.

## Demografía
La evolución de la población de Baurci entre 1827 y 2014 fue la siguiente:
| 571                          | 8783 | 7463 |
| (Fuente: Localitati Moldova) |      |      |

Según el censo de 2004, los gagaúzos representaban el 97,88% de la población; los rumanos, el 0,60%; los ucranianos, el 0,83%; y los rusos, el 0,50%.

## Infraestructura

### Transporte
Baurci se encuentra en la carretera que une Congaz con Ceadîr-Lunga.

## Personas destacadas
- Ludmila Tukan (1982): cantante moldava de étnica gagaúza.